# Austroconops megaspinus
Austroconops megaspinus är en tvåvingeart som beskrevs av Art Borkent 2000. Austroconops megaspinus ingår i släktet Austroconops och familjen svidknott.
Artens utbredningsområde är Libanon. Inga underarter finns listade i Catalogue of Life.